# Rybczewice (gromada)
Rybczewice – dawna gromada, czyli najmniejsza jednostka podziału terytorialnego Polskiej Rzeczypospolitej Ludowej w latach 1954–1972.
Gromady, z gromadzkimi radami narodowymi (GRN) jako organami władzy najniższego stopnia na wsi, funkcjonowały od reformy reorganizującej administrację wiejską przeprowadzonej jesienią 1954 do momentu ich zniesienia z dniem 1 stycznia 1973, tym samym wypierając organizację gminną w latach 1954–1972.
Gromadę Rybczewice z siedzibą GRN w Rybczewicach (II) utworzono – jako jedną z 8759 gromad na obszarze Polski – w powiecie krasnostawskim w woj. lubelskim na mocy uchwały nr 9 WRN w Lublinie z dnia 5 października 1954. W skład jednostki weszły obszary dotychczasowych gromad Rybczewice I, Rybczewice II i Częstoborowice ze zniesionej gminy Rybczewice w tymże powiecie. Dla gromady ustalono 23 członków gromadzkiej rady narodowej.
1 stycznia 1960 do gromady Rybczewice włączono obszar zniesionej gromady Pilaszkowice w tymże powiecie.
1 stycznia 1962 do gromady Rybczewice włączono wieś i kolonię Izdebno ze zniesionej gromady Orchowiec w tymże powiecie.
Gromada przetrwała do końca 1972 roku, czyli do kolejnej reformy gminnej. 1 stycznia 1973 w powiecie krasnostawskim reaktywowano gminę Rybczewice (od 1999 gmina Turobin znajduje się w powiecie świdnickim w woj. lubelskim).